# Necturus punctatus
Espèce
Synonymes
- Menobranchus punctatus Gibbes, 1850

Statut de conservation UICN

 LC  : Préoccupation mineure
Necturus punctatus est une espèce d'urodèles de la famille des Proteidae.

## Répartition
Cette espèce est endémique de l'Est des États-Unis. Elle se rencontre dans les plaines côtières, du Sud-Est de la Virginie jusqu'au centre de la Géorgie.

## Description
Necturus punctatus a une taille de 65 à 70 mm à la maturité sexuelle. Son dos est brun olive avec de nombreuses petites taches orangées ou jaunâtres réparties irrégulièrement sur tout le corps. Des taches sombres sont présentes de manière éparse. Son ventre est rosé.

## Étymologie
Son nom d'espèce, latin, punctatus, « tacheté », lui a été donné en référence aux nombreuses taches colorées qui ornent son dos.

## Publication originale
- Gibbes, 1850 : On a new species of Menobranchus (punctatus) from South Carolina. Proceedings of the American Association for the Advancement of Science, vol. 1850, p. 159 (texte intégral).